# Везиров, Гамбай Мамед оглы
Гамбай Мамед оглы Везиров (азерб. Qambay Məmməd oğlu Vəzirov) — советский и азербайджанский военный деятель, комдив, командир 77-й горнострелковой дивизии.

## Биография
Гамбай Мамед оглы Везиров родился 19 августа 1899 года в семье мелкого чиновника в городе Нахичевань Эриванской губернии, по другим данным — в г. Александрополь (ныне город Гюмри в Армении). Азербайджанец.
Окончив семилетний курс в Эриванской гимназии, Гамбай в 1918 году был мобилизован и шесть месяцев проработал в Турции. В 1919 году, окончивший военное училище, Гамбай служит в национальной армии Азербайджанской Демократической Республики. С 1920 года член ВКП(б). С 1920 по 1922 год участвует в боях против дашнаков, ведущих борьбу против большевиков в Казахе, Джебраиле и Карабахе.
В 1924 году окончил Военную Академию РККА. В 1927 году становится начальником штаба 3-й Кавказской стрелковой дивизией. В ноябре 1930 года как лучший боевой офицер Гамбай Везиров назначается командиром 111-го стрелкового полка Белорусского военного округа и одновременно начальником гарнизона города Жиздра.
С 1932 по 1937 год командир 77-й азербайджанской горнострелковой дивизии. В соответствии с постановлением ЦИК и СНК СССР от 22 сентября 1935 года «О введении персональных военных званий начальствующего состава РККА» Гамбаю Везирову 26 ноября этого же года было присвоено звание комдива.
Арестован 29 июля 1937 года. Расстрелян 13 октября 1937 года. Постановлением Военной коллегии Верховного Суда СССР от 28 июля 1956 года реабилитирован (посмертно).

### Звания
- комдив (26 ноября 1935)[7] .

### Награды
- Орден Красного Знамени Азербайджанской ССР (1922);
- Орден Трудового Красного Знамени Азербайджанской ССР (1930);
- Орден Трудового Красного Знамени ЗСФСР (1932);
- Орден Красной Звезды (1936)[8].

### Память
Именем Гамбай Везирова названа 6-я средняя школа в городе Нахичевань.

## Репрессии
К середине 1930-х годов командный состав Красной армии раскололся на два лагеря, в одном из которых было негативное отношение к маршалу М. Н. Тухачевскому, а в другом недовольство наркомом обороны К. Е. Ворошиловым. Начиная с 1936 года стали происходить аресты среди военачальников, а уже 22 мая 1937 года арестовали Тухачевского. 11 июня состоялся суд над 9-ю военачальниками, в том числе маршалом Тухачевским, объявленных членами антисоветской троцкистской военной организации. Их признали виновными в организации военного заговора с целью захвата власти и приговорили к смертной казни. Этот процес положил начало масштабному разоблачению заговоров с последующими репрессиями и смертными казнями.
Гамбая Везирова арестовали поздно ночью 27 июля 1937 на его квартире по адресу Большая Краснопресненская, 15, затем был обыск на даче в Аджикенде. Был обыск и в служебном кабинете, вскрыт сейф, согласно акту в сейфе были золотые наградные часы, бинокль, пистолет марки «Маузер», 70 патронов, фотоаппарат «Фэд», пистолет марки «Браунинг», книжки члена ЦИК СССР, члена АзЦИК, члена ЗакЦИК и Баксовета, орденские книжки «Красной Звезды» и «Трудового Красного знамени ЗСФСР». Также было арестовано и привлечено к уголовной ответственности около 40 старших офицеров дивизии и около 20 работников военкоматов. Обвинялся как член контрреволюционной националистической организации Азербайджана, член «Азербайджанской национальной партии», якобы изобличён показаниями ряда подследственных, как один из руководителей подготовки вооружённого восстания для отторжения Азербайджана от СССР. Привлечён к уголовной ответственности по ст. ст. 72, 73, 21-6. Следствие вёл начальник 5-го отдела УГБ НКВД АзССР Аванесьян. На первом предварительном допросе уверенно и категорически опроверг все предъявленные обвинения. Однако протокол об этом в дело не подшивается, и после применения мер незаконного воздействия получены признательные показания. Дальнейшие отказы от показаний к делу не подшивались.
Обвинительное заключение утвердил комиссар государственной безопасности 3-го ранга, Ю. Д. Сумбатов-Топуридзе. Дело передаётся на рассмотрение выездной сессии Военной коллегии Верховного суда СССР под председательством И. О. Матулевич, который подписал смертный приговор почти всем «обвиняемым» по ст. ст. 64, 70, 73 УК АзССР. Дело слушалось в закрытом судебном заседании, без участия защиты, обвинения и без вызова свидетелей.
Одновременно с Гамбаем Мамед оглы Везировым были арестованы его родной брат, доцент университета Садраддин (Садретдин) Мамед оглы Везиров и двоюродный брат, народный комиссар земледелия Гейдар Садык оглы Везиров. Его супруга Иззет ханум Гиясбейли была арестована 2 ноября 1937 и осуждена как член семьи «врага народа» на 8 лет с отбыванием наказания в исправительно-трудовом лагере «АЛЖИР» («Акмолинский лагерь жён изменников Родины») в Акмолинске. Единственный сын Явуз тоже был осужден, в начале войны он обратился с письмом к И. В. Сталину, что «Готов своей кровью смыть вину своего отца. Прошу направить меня на фронт», после чего направили в штрафной батальон, где он, сражаясь под Сталинградом, погиб в 1942.

## Реабилитация
28 июля 1956 военная коллегия Верховного суда СССР рассмотрела уголовное дело Г. Везирова. Было установлено, что на предварительном допросе категорически отрицал все предъявленные ему обвинения в том, что он якобы проводил контрреволюционную работу по заданию ныне реабилитированных секретаря ЦК Рухуллы Ахундова, председателя СНК Дадаша Буниятзаде и председателя ЦИК АзССР Султана Меджида Эфендиева. Эти показания нельзя признавать достоверными и доказательством его вины, так как они были получены путём
побоев и истязаний и по предложению Главной военной прокуратуры СССР, Верховный суд СССР отменил приговор в отношении Г. Везирова и прекратил уголовное дело за отсутствием состава преступления. Ранее, бывший начальник 5-го отдела УГБ НКВД АзССР Аванесьян осуждён за контрреволюционную деятельность в 1937-1938 и приговорён к высшей мере уголовного наказания, его бывший заместитель за фальсификацию уголовных дел был осуждён в 1939.